# Samarica (Ivanska)
Samarica falu Horvátországban Belovár-Bilogora megyében. Közigazgatásilag Ivanskához tartozik.

## Fekvése
Belovártól légvonalban 23, közúton 29 km-re délre, községközpontjától légvonalban 10, közúton 13 km-re délre, a Monoszlói-hegység keleti lejtőin, a Srediska-patak partján fekszik.

## Története
A település Szent Katalin templomát már 1334-ben említik „Item capella sancte Katherine de eadem” alakban a Dubicai plébániához tartozó kápolnaként. A plébánia központja a mai Gornja Petrička falu központjában levő Szent Péter Pál templom helyén állt. Rajta kívül még két kápolnát is említenek, melyek Szent Eranciscus és Szent Katalin tiszteletére voltak szentelve. A középkori falut a török pusztította el a 16. század közepén. Ezt követően a térség mintegy száz évig lakatlan maradt.
A mai falu a török kiűzése után a 17. század közepén keletkezett, amikor katolikus horvát lakossággal telepítették be. Plébániáját 1721-ben alapították, addig a štefanjei plébánia filiája volt. 1774-ben az első katonai felmérés térképén „Dorf Szamaricza” néven szerepel. A Horvát határőrvidék részeként a Kőrösi ezredhez tartozott. Lipszky János 1808-ban Budán kiadott repertóriumában „Szamaricza” a neve.  
Nagy Lajos 1829-ben kiadott művében „Szamaricza” néven 97 házzal, 498 katolikus lakossal találjuk. A település 1809 és 1813 között francia uralom alatt állt. 
A katonai közigazgatás megszüntetése után Magyar Királyságon belül Horvátország része, Belovár-Kőrös vármegye Garesnicai járásának része lett. A településnek 1857-ben 675, 1910-ben 738 lakosa volt. Lakói mezőgazdaságból, állattartásból éltek. 1918-ban az új szerb-horvát-szlovén állam, majd később Jugoszlávia része lett. 1941 és 1945 között a németbarát Független Horvát Államhoz, majd a háború után a szocialista Jugoszláviához tartozott. A háború után a fiatalok elvándorlása miatt lakossága folyamatosan csökkent. 1991-től a független Horvátország része. 1991-ben csaknem teljes lakossága horvát nemzetiségű volt. A délszláv háború idején mindvégig horvát kézen maradt. 1993 óta az önálló Ivanska község része, azelőtt Csázma községhez tartozott. 2011-ben a településnek 195 lakosa volt.

## Lakossága
| Lakosság változása | Lakosság változása | Lakosság változása | Lakosság változása | Lakosság változása | Lakosság változása | Lakosság változása | Lakosság változása | Lakosság változása | Lakosság változása | Lakosság változása | Lakosság változása | Lakosság változása | Lakosság változása | Lakosság változása | Lakosság változása |
| ------------------ | ------------------ | ------------------ | ------------------ | ------------------ | ------------------ | ------------------ | ------------------ | ------------------ | ------------------ | ------------------ | ------------------ | ------------------ | ------------------ | ------------------ | ------------------ |
| 1857               | 1869               | 1880               | 1890               | 1900               | 1910               | 1921               | 1931               | 1948               | 1953               | 1961               | 1971               | 1981               | 1991               | 2001               | 2011               |
| 675                | 613                | 622                | 737                | 748                | 738                | 695                | 710                | 845                | 727                | 664                | 512                | 379                | 299                | 253                | 195                |

## Nevezetességei
Alexandriai Szent Katalin tiszteletére szentelt plébániatemploma középkori eredetű, a helyén már 1334-ben azonos titulusú kápolna állt. Ezt a török a 16. század közepén lerombolta. A 17. században betelepülő horvát katolikus lakosság a kápolnát újjáépítette. Ezt a kápolnát 1701-ben említi Toma Kovačević egyházi vizitátor a štefanjei plébánia filiájaként. 
1704-ben a falu hívei teljesen újjáépítették. 1721-től az önálló samaricai plébánia központja. A monumentális barokk főoltárt 1747-ben készítették. A templom 1780-ban az átépítés után nyerte el mai formáját.